# Juan Garrido
Juan Garrido (fl. XVI secolo) fu un conquistador nero.

## Biografia
Attraversò l'Atlantico come liberto nel 1510, e partecipò all'assedio di Tenochtitlán. Era noto come "Generoso John". Fu uno dei molti neri che da Siviglia si spostarono nelle Americhe. Fin dalle prime attività spagnole nel Nuovo Mondo, gli africani erano presenti sia come esploratori volontari che come coloni involontari. Giunto a Santo Domingo nel 1502 o nel 1503, Garrido fu tra i primi africani ad arrivare nelle Americhe. Juan Garrido non fu né l'unico africano a partecipare alla caduta di Tenochtitlán, né l'unico esponente nero dell'esercito spagnolo ad occidente; assieme ad altri neri andò a Michoacán nel 1520, e Nuño Beltrán de Guzmán percorse tutta la regione nel 1529-30 con l'aiuto di ausiliari di colore.